# Gestionnaire Libre de Parc Informatique
GLPI (sigle de Gestionnaire Libre de Parc Informatique) est un logiciel libre de gestion des services informatiques (ITSM) et de gestion des services d'assistance (issue tracking system et ServiceDesk). Cette solution libre est éditée en PHP et distribuée sous licence GPL.
En tant que technologie libre, toute personne peut exécuter, modifier ou développer le code qui est libre. De ce fait, les contributeurs peuvent participer à l’évolution du logiciel en soumettant des modules supplémentaires libre et open source, sur github. 
GLPI est une application web qui aide les entreprises à gérer leur système d’information. Parmi ses caractéristiques, cette solution est capable de construire un inventaire de toutes les ressources de la société et de réaliser la gestion des tâches administratives et financières. Les fonctionnalités de cette solution aident les administrateurs informatiques à créer une base de données regroupant des ressources techniques et de gestion, ainsi qu’un historique des actions de maintenance. La fonctionnalité de gestion d'assistance ou helpdesk fournit aux utilisateurs un service leur permettant de signaler des incidents ou de créer des demandes basées sur un actif ou non, ceci par la création d'un ticket d’assistance.

## Histoire
Le projet communautaire GLPI a débuté en 2003 et était dirigé par l’association INDEPNET dont les chefs de projets étaient Julien Dombre, Jean-Mathieu Doléans et Bazile Lebeau. Au fil des années, GLPI a été de plus en plus utilisé par les communautés et les entreprises, créant un réel besoin de services professionnels autour de la solution. Comme l'association INDEPNET n’avait pas l’intention d’offrir des services pour ce logiciel, elle a fondé en 2008 un réseau de partenaires afin d’atteindre divers objectifs[source secondaire souhaitée]. Le premier était de construire un écosystème dans lequel les partenaires pouvaient participer au GLPI Project. Deuxièmement, les partenaires soutenaient financièrement l’association dans le but d’assurer l’évolution nécessaire du logiciel. Enfin, cet écosystème garantissait aux utilisateurs qui le souhaitaient une prestation de services via un réseau connu et identifié, directement connecté à INDEPNET[source secondaire souhaitée]. 
En 2009, l'entreprise parisienne Teclib’ a commencé à intégrer le logiciel, devenant ainsi un acteur principal dans l’amélioration de ce dernier[source secondaire souhaitée], grâce à sa contribution dans le développement du code GLPI et de l’intégration de nouvelles fonctionnalités.
Pendant l’été 2015, les leaders de la communauté GLPI ont décidé de transférer la gestion de la roadmap et la direction du développement à Teclib’ qui devient ainsi éditeur de la solution GLPI, garantissant la R&D du logiciel. 
Le code reste sous licence GPL et garde son caractère open source. GLPI continue à s’améliorer grâce à la collaboration des utilisateurs et des professionnels, en plus de l'implication de l’éditeur[non neutre][source secondaire souhaitée].

### Développement du logiciel
GLPI Project est une communauté open source et collaborative de développeurs et d’experts informatiques qui réunissent leurs connaissances afin de développer le logiciel GLPI. Cette collaboration est obtenue par différents moyens : en installant et en utilisant GLPI, en le testant, en soumettant des mises à jour, en participant à la documentation ou aux traductions, en demandant de nouvelles fonctionnalités[source secondaire souhaitée].

### Versions majeures
Depuis 2003, GLPI s’est développé et a évolué sous plus de 80 versions. Voici la chronologie des principales versions :  
| Date              | Version               |
| ----------------- | --------------------- |
| 17 novembre 2003  | GLPI 0.2, 1re version |
| 29 avril 2005     | GLPI 0.5              |
| 20 septembre 2005 | GLPI 0.6              |
| 29 mars 2006      | GLPI 0.65             |
| 28 juillet 2006   | GLPI 0.68             |
| 21 décembre 2007  | GLPI 0.70             |
| 11 juillet 2008   | GLPI 0.71             |
| 15 juillet 2009   | GLPI 0.72             |
| 12 octobre 2010   | GLPI 0.78             |
| 26 mai 2011       | GLPI 0.80             |
| 4 avril 2012      | GLPI 0.83             |
| 9 août 2013       | GLPI 0.84             |
| 12 novembre 2014  | GLPI 0.85             |
| 9 octobre 2015    | GLPI 0.90             |
| 23 septembre 2016 | GLPI 9.1              |
| 25 septembre 2017 | GLPI 9.2              |
| 28 juin 2018      | GLPI 9.3              |
| 11 février 2019   | GLPI 9.4              |
| 7 juillet 2020    | GLPI 9.5              |
| 20 avril 2022     | GLPI 10.0             |

## Aperçu du logiciel
Cette section ne s'appuie pas, ou pas assez, sur des sources secondaires ou tertiaires indépendantes du sujet. Le texte peut contenir des analyses inexactes ou inédites de sources primaires.
Pour l'améliorer, ajoutez-en, ou placez des modèles {{Source secondaire souhaitée}} ou {{Source secondaire nécessaire}} sur les passages mal sourcés. (décembre 2022)
En tant que logiciel de gestion des services informatiques (ITSM), les principales caractéristiques de GLPI sont les suivantes :  
- Gestion multi-entité ;
- Gestion et support multilingue (45 langues disponibles) ;
- Support multi-utilisateur et système d'authentification multiple ;
- Gestion administrative et financière ;
- Fonctionnalités d'inventaire ;
- Gestion d’émission de tickets et des requêtes, fonctionnalités de contrôle (monitoring) ;
- Gestion des problèmes et des changements ;
- Gestion des licences (ITIL Compliant) ;
- Assignation des équipements : lieu, utilisateurs et groupes ;
- Interface simplifiée permettant aux utilisateurs finaux de soumettre un ticket ;
- Générateur de rapports d'actifs et d'assistance : matériel, réseau ou interventions (support).

GLPI propose des fonctionnalités modulables, adaptées aux besoins variés des organisations, telles que la gestion des actifs IT, la planification des interventions ou le suivi des licences. Une description complète de ses fonctionnalités, ainsi qu’une analyse des éléments qu'il ne prend pas en charge, est accessible sur cette page dédiée à GLPI, qui détaille ses capacités et ses limites en tant qu'outil ITSM open source.

## Distribution
Le logiciel GLPI peut être installé et configuré de deux façons différentes, soit via la forge communautaire, soit par l'intermédiaire d’un réseau professionnel. 
1. GLPI-Project: La version standard du logiciel est téléchargeable gratuitement sur les sites communautaires, où tous les codes sources sont disponibles.
2. GLPI Network[7]: GLPI Network est une distribution professionnelle qui rassemble le logiciel libre GLPI, des solutions open source, des extensions (plugins) à valeur ajoutée et des modules additionnels ; développés et fournis exclusivement par Teclib’ :  FusionInventory, MariaDB, Debian GNU/Linux, etc.

L’interface web d'administration de la gestion des services informatiques (ITSM) est fournie sous forme de  machine virtuelle (VM). 

## Aspects techniques
GLPI utilise principalement les technologies suivantes :
- PHP (langage principal de programmation)
- MySQL/ MariaDB (base de données)
- JavaScript
- HTML
- CSS / SCSS (feuilles de style)
- XML / CSV / PDF / SLK / PNG / SVG (rapports, exports)